# Rineia
Rineia (řecky Ρήνεια) je neobydlený řecký ostrov v souostroví Kyklady v Egejském moři. Nachází se 1 km západně od Délu.

## Geografie
Rozloha ostrova je 13,90 km². Nejvyšší bod dosahuje nadmořské výšky 136 m. Ostrov má velmi členité pobřeží a skládá se ze tří částí. Severní část je oddělena od dvou jižních šíjí úzkou 50 m, zatímco šíje mezi oběma jižními částmi je široká 0,5 km. Ve čtvrtohorách byl aktivní sopkou.

## Obyvatelstvo
Na jižním pobřeží severní části ostrova v zátoce severovýchodně od nejužšího místa šíje mezi severní a jižní částí se nachází jediná stejnojmenná vesnice, která k roku 2011 nebyla obydlena.